# Craugastor andi
Espèce
Synonymes
- Eleutherodactylus andi Savage, 1974

Statut de conservation UICN

 CR A2ace : 
En danger critique
Craugastor andi est une espèce d'amphibiens de la famille des Craugastoridae.

## Répartition
Cette espèce se rencontre de 1 000 à 1 200 m d'altitude dans la cordillère Centrale et la cordillère de Talamanca au Costa Rica et à l'extrême Ouest du Panama.

## Description
Les mâles mesurent jusqu'à 55 mm et les femelles jusqu'à 80 mm.

## Étymologie
Cette espèce est nommée en l'honneur d'Andrew Starrett (1930-2008).

## Publication originale
- Savage, 1974 : On the leptodactylid frog called Eleutherodactylus palmatus (Boulenger) and the status of Hylodes fitzingeri O. Schmidt. Herpetologica, vol. 30, no 3, p. 289-299.